# Krasocin
Krasocin is een dorp in het Poolse woiwodschap Święty Krzyż, in het district Włoszczowski. De plaats maakt deel uit van de gemeente Krasocin en telt 1123 inwoners.